# Abbazia di Baindt
L'abbazia di Baindt (Kloster o Reichskloster Baindt) fu un monastero femminile cistercense sito a Baindt nel distretto di Ravensburg, nel Baden-Württemberg, in Germania.

## Storia
L'abbazia venne fondata nel 1240 da Corrado di Winterstetten. Essa venne garantita come feudo imperiale nel 1376, anche se si trovava subordinata all'abbazia di Salem e la reggente della comunità ottenne il titolo di principessa-badessa.
L'abbazia venne distrutta nel 1525 nel corso della guerra dei contadini tedeschi e nuovamente nel 1643 durante la guerra dei trent'anni. Essa venne ricostruita e ridecorata in stile barocco nel XVIII secolo.
L'abbazia di Baindt venne sciolta durante la secolarizzazione del 1802 e i suoi territori passarono tra i possedimenti dei conti di Aspermont-Linden e poi vennero annessi al Württemberg.
La chiesa dell'abbazia, dedicata a Maria Santissima, divenne chiesa parrocchiale dove vennero poste anche le spoglie del fondatore nel 1842, dopo la demolizione delle strutture conventuali, iniziate nel 1841.
Nel 1903 la gestione formale dell'abbazia venne mantenuta dalle clarisse francescane di Heiligenbronn.

## Principesse-Badesse di Baindt
- 1672 - 1688: Barbara II Sauther
- 1688 - 1722: Anna IX Tanner
- 1722 - 1723: Anna X Haug
- 1723 - 1751: Magdalena von Dürrheim
- 1751 - 1768: Cäcilia Seitz
- 1768 - 1802: Bernarda von Markdorf
- 1802: Xaveria Lohmiller

## Principe di Baindt
- 25 febbraio 1803 - 12 luglio 1806: Johan Nepomuk Gobert II di Aspermont-Linden